# Aulnoye-Aymeries
Aulnoye-Aymeries es una población y comuna francesa, en la región de Norte-Paso de Calais, departamento de Norte, en el distrito de Avesnes-sur-Helpe y cantón de Berlaimont.

## Demografía
| 9405 | 9750 | 9917 | 10 086 | 9882 | 9203 |
| Para los censos de 1962 a 1999 la población legal corresponde a la población sin duplicidades (Fuente: INSEE [Consultar]) |      |      |        |      |      |

Es la mayor población del cantón.